# Ruth Vang
Ruth Vang (født 5. april 1966) er en færøsk jordemoder, bankkvinde og politiker (FS).

## Baggrund
Vang bor i Tórshavn. Hun er uddannet jordemoder ved Danmarks Jordemoderskole i København i 1992 og arbejdede som jordemoder på Landssjúkrahúsið i Torshavn 1992-99, og derefter ledende jordemoder 1999-2005. Sideløbende tog hun er HD i regnskab og økonomistyring ved Aarhus Handelshøjskole 2001 – 2005 og foretog et karriereskift til den finansielle sektor. Fra 2005-11 var hun kreditrådgiver i Eik Bank. Siden 1. januar 2013 er hun ansat som afdelingsleder i Thorshavn Kommune.

## Politisk karriere
Vang stillede op til Lagtingsvalget 2015 uden at blive valgt, men kom efterfølgende i tinget som suppleant for Framsókns formand Poul Michelsen, da denne udnævntes til erhvervs- og udenrigsminister i Aksel V. Johannesens regering.

### Lagtingsudvalg
- 2015- Formand i Lagtingets finansudvalg[5]

## Familie
Hun er datter af Ester og Petur Danielsen og er gift med Dánjal Vang. De har tre børn: Ester, Petur Kristinn og Hanna.